# Partido Socialista (Bélgica)
O Partido Socialista (em francês Parti Socialiste, PS) é um partido político social-democrata da zona francófona da Bélgica, a Valónia.
O PS foi fundado em 1978 após a decisão do Partido Socialista Belga se dividir conforme as áreas linguísticas do país: o Partido Socialista representava a área francófona e o Partido Socialista - Diferente representava a área flamenga.
Desde da sua fundação, o PS tem-se afirmado como o partido dominante da Valónia, sendo, quase sempre, o partido mais votado.
Os socialistas seguem uma linha social-democrata, defendendo a intervenção do Estado na economia além de apostarem forte em campanhas modernas de marketing durante as campanhas eleitorais.

## Resultados eleitorais

### Eleições legislativas

#### Câmara dos Deputados
| Data | Votos   | %          | +/- | Deputados | +/- | Status   |
| ---- | ------- | ---------- | --- | --------- | --- | -------- |
| 1978 | 689 876 | 12,5 (2.º) |     | 31 / 212  |     | Governo  |
| 1981 | 733 137 | 12,2 (3.º) | 0,3 | 35 / 212  | 4   | Oposição |
| 1985 | 834 488 | 13,8 (3.º) | 1,6 | 35 / 212  | =   | Oposição |
| 1987 | 961 361 | 14,9 (3.º) | 1,1 | 40 / 212  | 5   | Governo  |
| 1991 | 831 199 | 13,5 (2.º) | 1,4 | 35 / 212  | 5   | Governo  |
| 1995 | 720 819 | 11,9 (4.º) | 1,6 | 21 / 150  | 14  | Governo  |
| 1999 | 631 653 | 10,2 (3.º) | 1,7 | 19 / 150  | 2   | Governo  |
| 2003 | 855 992 | 13,0 (4.º) | 2,7 | 25 / 150  | 6   | Governo  |
| 2007 | 724 787 | 10,9 (5.º) | 2,1 | 20 / 150  | 5   | Governo  |
| 2010 | 894 543 | 13,7 (2.º) | 2,8 | 26 / 150  | 6   | Governo  |
| 2014 | 787 165 | 11,7 (2.º) | 2,0 | 23 / 150  | 3   | Oposição |

#### Senado
| Data | Votos   | %          | +/- | Deputados | +/- |
| ---- | ------- | ---------- | --- | --------- | --- |
| 1978 | 685 307 | 12,5 (2.º) |     | 17 / 106  |     |
| 1981 | 755 512 | 12,7 (3.º) | 0,2 | 18 / 106  | 1   |
| 1985 | 832 792 | 13,9 (3.º) | 1,2 | 18 / 106  | =   |
| 1987 | 958 686 | 15,7 (2.º) | 1,8 | 20 / 105  | 2   |
| 1991 | 814 136 | 13,2 (2.º) | 2,5 | 18 / 70   | 2   |
| 1995 | 764 610 | 12,8 (4.º) | 0,4 | 5 / 40    | 13  |
| 1999 | 597 890 | 9,7 (4.º)  | 3,1 | 4 / 40    | 1   |
| 2003 | 840 908 | 12,8 (3.º) | 3,1 | 6 / 40    | 2   |
| 2007 | 678 812 | 10,2 (5.º) | 2,6 | 4 / 40    | 2   |
| 2010 | 880 828 | 13,6 (2.º) | 3,4 | 7 / 40    | 3   |

### Eleições regionais

#### Valónia
| Data | Votos   | %          | +/- | Deputados | +/- | Status  |
| ---- | ------- | ---------- | --- | --------- | --- | ------- |
| 1995 | 665 986 | 35,2 (1.º) |     | 30 / 75   |     | Governo |
| 1999 | 560 867 | 29,4 (1.º) | 5,8 | 25 / 75   | 5   | Governo |
| 2004 | 727 781 | 36,9 (1.º) | 7,2 | 34 / 75   | 9   | Governo |
| 2009 | 657 803 | 32,8 (1.º) | 4,1 | 29 / 75   | 5   | Governo |
| 2014 | 626 473 | 31,0 (1.º) | 1,8 | 30 / 75   | 1   | Governo |

#### Bruxelas
| Data                          | Votos   | %          | +/- | Deputados | +/- | Status  |
| ----------------------------- | ------- | ---------- | --- | --------- | --- | ------- |
| 1989                          | 96 189  | 22,0 (1.º) |     | 18 / 75   |     | Governo |
| 1995                          | 88 370  | 21,4 (2.º) | 0,6 | 17 / 75   | 1   | Governo |
| 1999                          | 68 307  | 16,0 (3.º) | 5,4 | 13 / 75   | 4   | Governo |
| Resultados da área francófona |         |            |     |           |     |         |
| 2004                          | 130 462 | 33,4 (1.º) |     | 26 / 72   |     | Governo |
| 2009                          | 107 303 | 26,2 (2.º) | 7,2 | 21 / 72   | 5   | Governo |
| 2014                          | 108 763 | 26,6 (1.º) | 0,4 | 21 / 72   | =   | Governo |

### Eleições europeias

#### Resultados referentes ao colégio francófono
| Data | Votos   | %          | +/-  | Deputados | +/- |
| ---- | ------- | ---------- | ---- | --------- | --- |
| 1979 | 575 824 | 27,4 (1.º) |      | 4 / 11    |     |
| 1984 | 762 293 | 34,0 (1.º) | 6,6  | 5 / 11    | 1   |
| 1989 | 854 207 | 38,1 (1.º) | 4,1  | 5 / 11    | =   |
| 1994 | 680 142 | 30,4 (1.º) | 7,7  | 3 / 10    | 2   |
| 1999 | 596 567 | 25,8 (2.º) | 4,6  | 3 / 10    | =   |
| 2004 | 878 577 | 36,1 (1.º) | 10,3 | 4 / 9     | 1   |
| 2009 | 714 947 | 29,1 (1.º) | 7,0  | 3 / 8     | 1   |
| 2014 | 713 375 | 29,3 (1.º) | 0,2  | 3 / 8     | =   |